# Объединение Болгарии

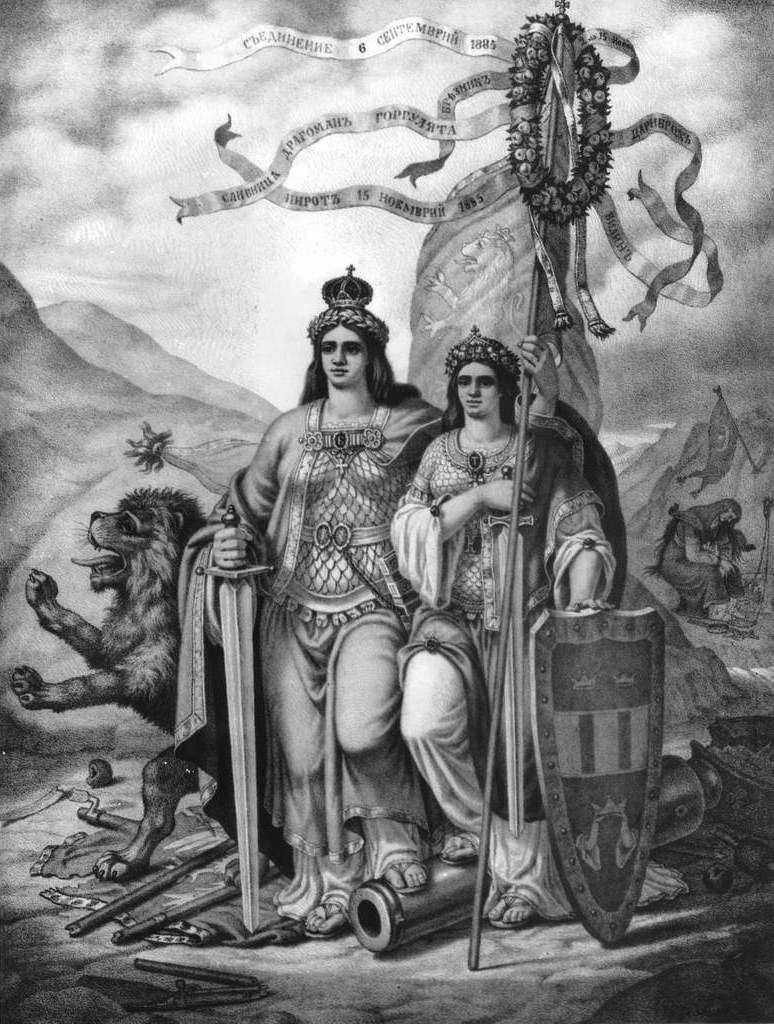
«Объединённая Болгария»,
литография болгарского художника Николая Павловича

Объедине́ние Болга́рии (болг. Съединението на България) — акт объединения Княжества Болгарии с Восточной Румелией. Эта дата отмечается как День объединения Болгарии.

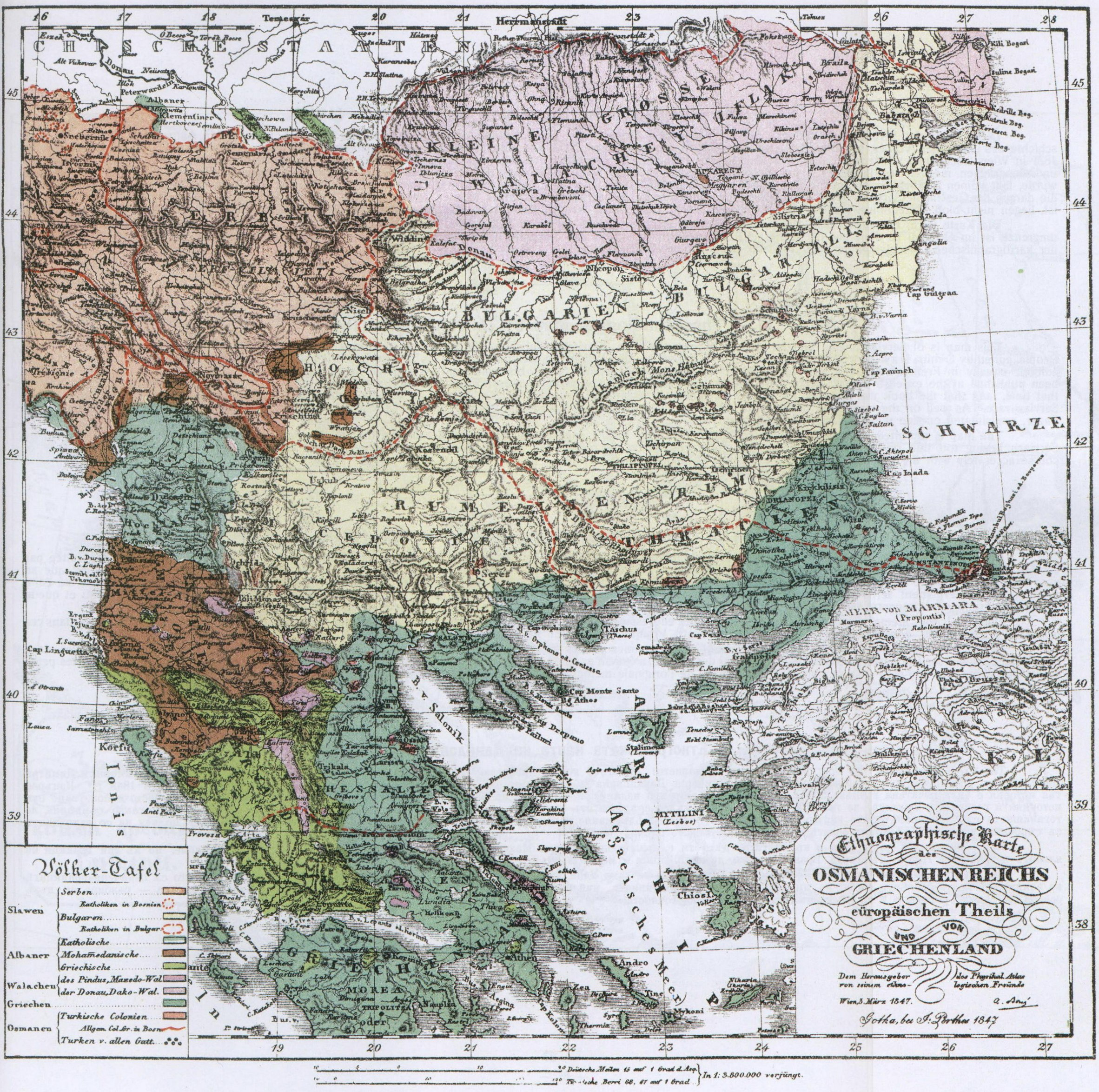
Этнографическая карта Балкан Ами Буэ. 1847

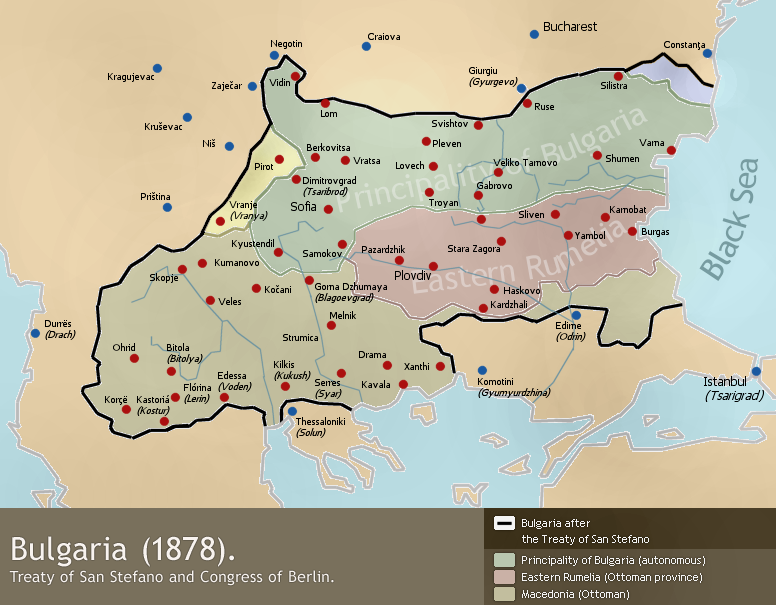
Границы Болгарии согласно Сан-Стефанскому и Берлинскому договору

Объединение совершилось путем вооруженного восстания и взятия власти в Пловдиве (столице Восточной Румелии) и множества бунтов в разных городах Восточной Румелии при всенародной поддержке болгарского общества 6 (18) сентября 1885 года.
Только через 23 года — 22 сентября 1908 года, торжественным объявлением болгарского князя (назвавшего себя уже царём) Фердинанда I в старой столице Болгарии городе Велико-Тырново была провозглашена независимость Болгарии. С тех пор Болгария стала царством, а эта дата отмечается как День независимости Болгарии.

## Предыстория
После освобождения Болгарии в результате Русско-турецкой войны 1877—1878 годов Сан-Стефанский мирный договор от 3 марта 1878 года определил границы государств на Балканах, в том числе новоосвобожденной Болгарии — на землях, населенных болгарами. При этом не все болгарские земли вошли в Сан-Стефанскую Болгарию — например, земли западнее города Пирот (включая Ниш, Лесковац, Прокупле) присоединили к Сербии за её участие в войне.
Всего через 3 месяца был созван Берлинский конгресс, на котором Великие державы приняли условия Берлинского договора 1878 года. Он отторгал от Сан-Стефанской Болгарии ряд территорий, уменьшив её в 3 раза и лишив её независимости. Он разделил страну на 3 крупных части:
- Княжество Болгария (сегодняшняя Северная Болгария и район Софии), в рамках Османской империи;
- Восточная Румелия (сегодняшняя Южная Болгария без Софии и южных окраин), автономный османский вилайет;
- Болгарская Македония (область Македония без Салоник и Халкидик), в османском вилайете Салоника;

а также отнял още 3 меньших части и передал их соседним государствам:
- область горы Странджа — Османской империи (вилайету Эдирне);
- Средняя Добруджа — Княжеству Валахии и Молдавии;
- Западные окраины — Княжеству Сербия.

В мае 1880 года в Сливене основан Центральный народный комитет с целью организации борьбы за объединение Болгарии. В феврале 1885 года в Пловдиве по инициативе Захария Стоянова был организован Болгарский тайный революционный центральный комитет (БТРЦК), который поставил целью освобождение и присоединение Македонии и Восточной Румелии к Болгарии.

## Объединение
6 сентября повстанческие войска, расположенные в окрестностях Пловдива, под командованием майора Данаила Николаева и отрядом Чардафона Великого вступили в Пловдив, окружили конак и арестовали генерал-губернатора Гаврила Крыстевича. Румелийское правительство было свергнуто и провозглашено Объединение Восточной Румелии и Княжества Болгарии. Было образовано временное правительство под руководством Георгия Странского. Захарий Стоянов направил телеграмму князю Александру I Баттенбергу в Пловдив и призвал его взять власть в Восточной Румелии. Батенберг специальным манифестом утвердил присоединение области и прибыл в Пловдив, где назначил Георгия Странского в качестве своего помощника в Южной Болгарии.

## Последствия
Объединение спровоцировало Болгарский кризис 1885—1887 годов и вызвало Сербско-болгарскую войну 1885 года. После конца войны на Стамбульской конференции в 1885—1886 годах Объединение Болгарии получило международное признание подписанием Болгарско-Турецкого соглашения 1886 года. Князь Александр был назначен султаном генерал-губернатором Восточной Румелии сроком на 5 лет.